# Sitona lepidus
Sitona lepidus är en skalbaggsart som beskrevs av Leonard Gyllenhaal 1834. Sitona lepidus ingår i släktet Sitona, och familjen vivlar. Arten är reproducerande i Sverige.

## Bildgalleri

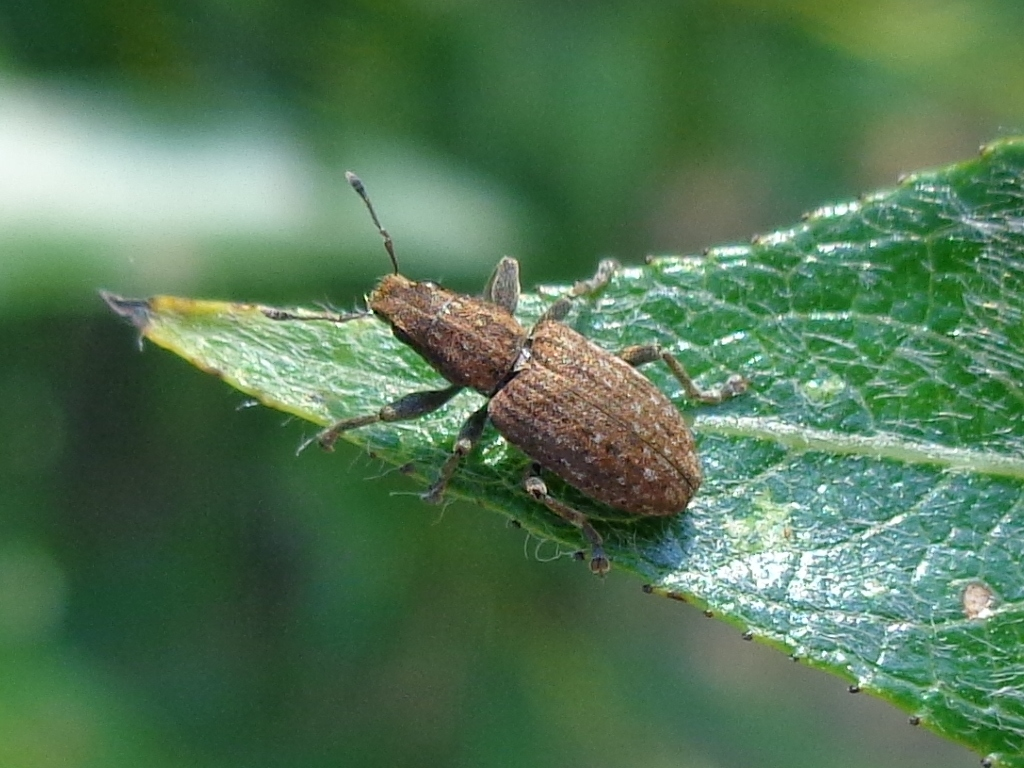
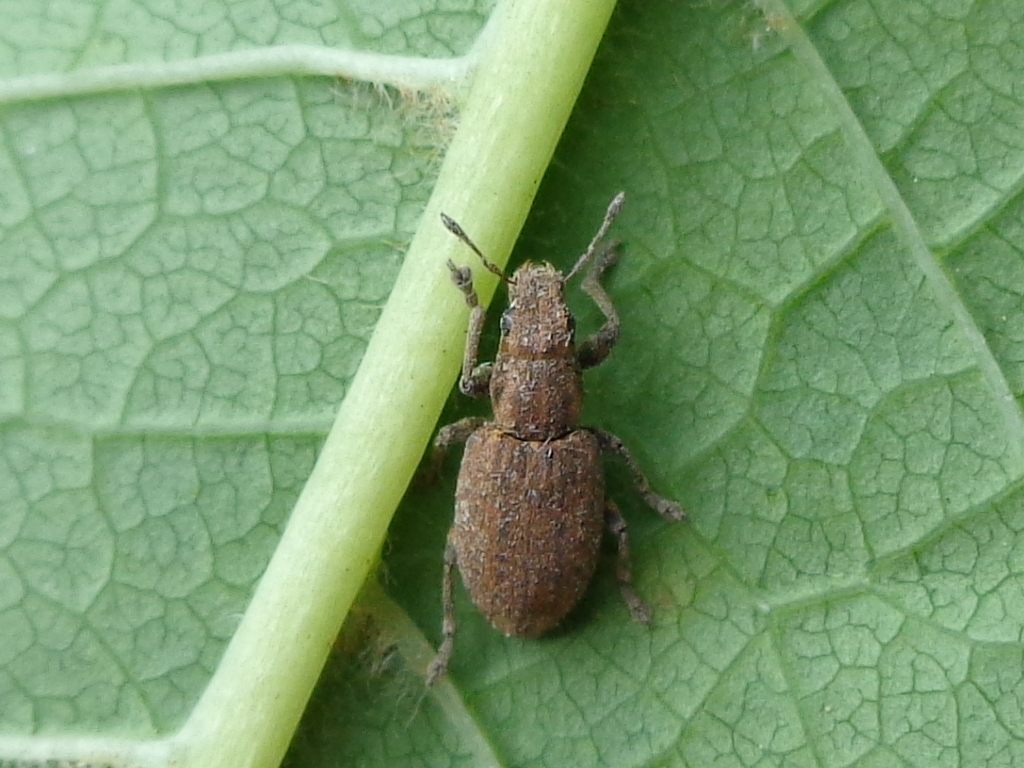
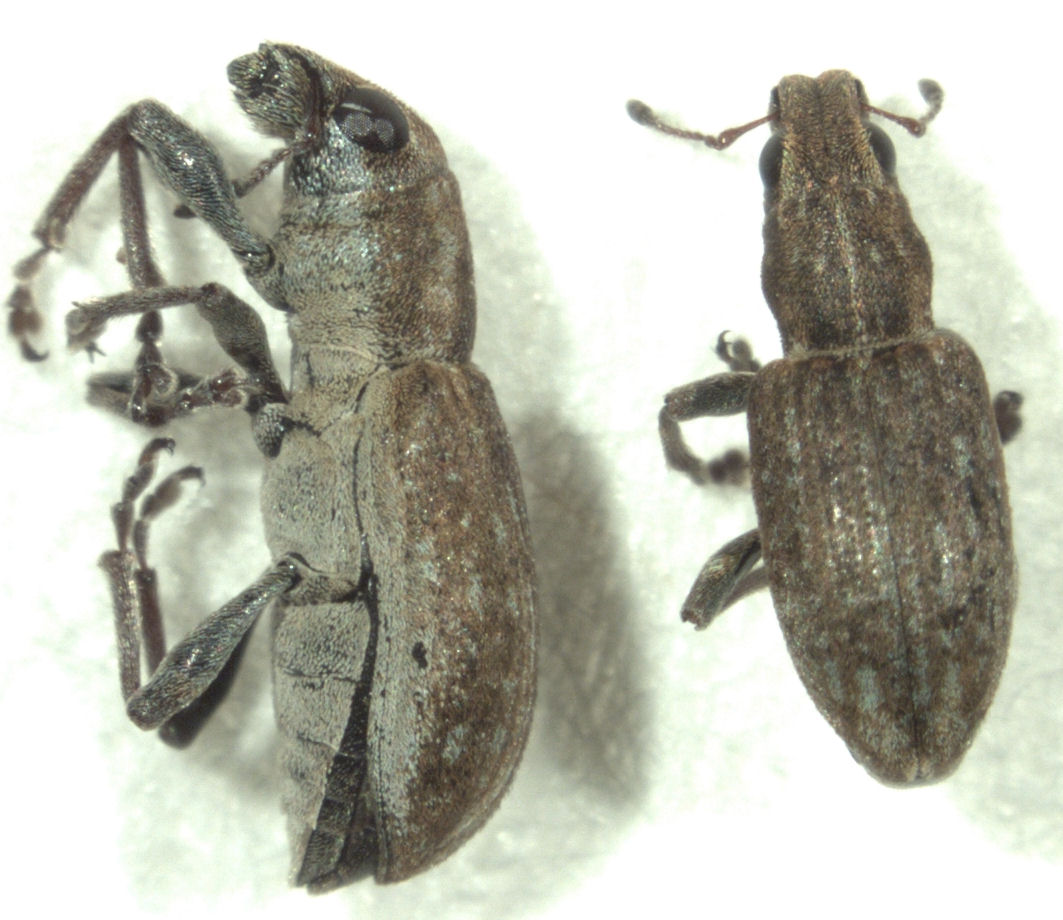